# Elsterwerda (stacja kolejowa)
Elsterwerda – stacja kolejowa w Elsterwerdzie, w kraju związkowym Brandenburgia, w Niemczech. Znajdują się tu 2 perony.